# Aulo Sempronio Atratino (console 497 a.C.)
Aulo Sempronio Atratino (fl. V secolo a.C.) è stato un politico romano del V secolo a.C.

## Biografia
Fu eletto console la prima volta nel 497 a.C. con Marco Minucio Augurino, quando nel foro romano fu inaugurato il tempio di Saturno e vennero istituiti i Saturnali.
Nel 491 a.C. fu rieletto console per la seconda volta, ed anche questa volta con Marco Minucio Augurino; dalla Sicilia giunse una massiccia importazione di grano, per poter soddisfare la mancanza di generi alimentari seguita alla secessione della plebe sul Monte Sacro.
Tra i senatori ve ne erano molti che pensavano che fosse arrivato il tempo di recuperare i diritti che la plebe aveva ottenuto grazie alla secessione del 494 a.C. Questi erano capeggiati da Gneo Marcio Coriolano, poco incline a soluzioni di compromesso, tanto che nel corso dell'anno, dopo aspri conflitti con i tribuni della plebe, fu condannato all'esilio a vita.
Nel 486 a.C. intervenne attivamente nella discussione inerente alla Lex Cassia agraria, sostenendo la proposta di Appio Claudio, di nominare una commissione di 10 senatori, che definisse quali terre fossero di proprietà pubblica, terre che, secondo Aulo Sempronio, dovevano essere suddivise, anche con gli alleati Latini ed Ernici, se conquistate successivamente ai rispettivi trattati di alleanza.
Nel 482 a.C. fu nominato interrex dal Senato romano; scaduto il termine nominò Spurio Larcio come interrex successivo.

### Fonti primarie
- Dionigi di Alicarnasso, Antichità romane, Libro VIII.
- Tito Livio, Ab Urbe condita libri, Libro II.